# 卡斯特里
卡斯特里（英語：Castries，IPA讀音：i/ˈkæstriːz/）是加勒比海島國圣卢西亚的首都，由卡斯特里区负责管辖，人口61,341人（2001年）。

## 历史
1650年，奥普尔·迪·小库尔德萨克和德·拉·里维耶尔·迪·卡伦内奇堡被40名法国男人带领卢塞尔建立之后来自法国西印度公司船长迪帕凯和乌埃尔先生购买圣卢西亚。1769年首都被搬到政治家米库伯爵南端的港口。1785年，卡伦内奇被改名为卡斯特里（法国海军大臣卡斯特里伯爵夏尔·欧仁·加布里埃尔·德·拉·克鲁瓦）。

## 旅游
在圣卢西亚主要旅游区中，卡斯特里是个接收游轮的港口。

## 政治体系
作为圣卢西亚的首都，卡斯特里主持东加勒比国家组织秘书处。卡斯特里也在这里设立东加勒比最高法院总部。

## 姐妹城市
- 中華民國台北市